# ビハインド・ザ・サン (映画)
『ビハインド・ザ・サン』（ポルトガル語: Abril Despedaçado、英語: Behild the Sun）は、2001年に公開された、ロドリゴ・サントロとラヴィ・ラモス・ラセルダ主演のブラジルの映画。監督・脚本はウォルター・サレス。

## 出演
| 役名           | 俳優                               | 日本語吹替 |
| -------------- | ---------------------------------- | ---------- |
| トーニョ       | ロドリゴ・サントロ                 | 三木眞一郎 |
| パクー         | ラヴィ・ラモス・ラセルダ           | 本田貴子   |
| 父親           | ジョゼ・デュモント                 | 藤本譲     |
| 母親           | リタ・アッセマニー                 | 唐沢潤     |
| サルスチアーノ | ルイス・カルロス・ヴァスコンセロス |            |
| クララ         | フラヴィア・マルコ・アントニオ     |            |